# Финиша (Њујорк)
Финиша (енгл. Phoenicia) насељено је место без административног статуса у америчкој савезној држави Њујорк.

## Демографија
По попису из 2010. године број становника је 309, што је 72 (-18,9%) становника мање него 2000. године.
| Група             | 2000.       | 2010.       |
| Белци             | 356 (93,4%) | 294 (95,1%) |
| Афроамериканци    | 1 (0,3%)    | 0 (0,0%)    |
| Азијати           | 1 (0,3%)    | 3 (1,0%)    |
| Хиспаноамериканци | 10 (2,6%)   | 6 (1,9%)    |
| Укупно            | 381         | 309         |